# Hellmut Grabert

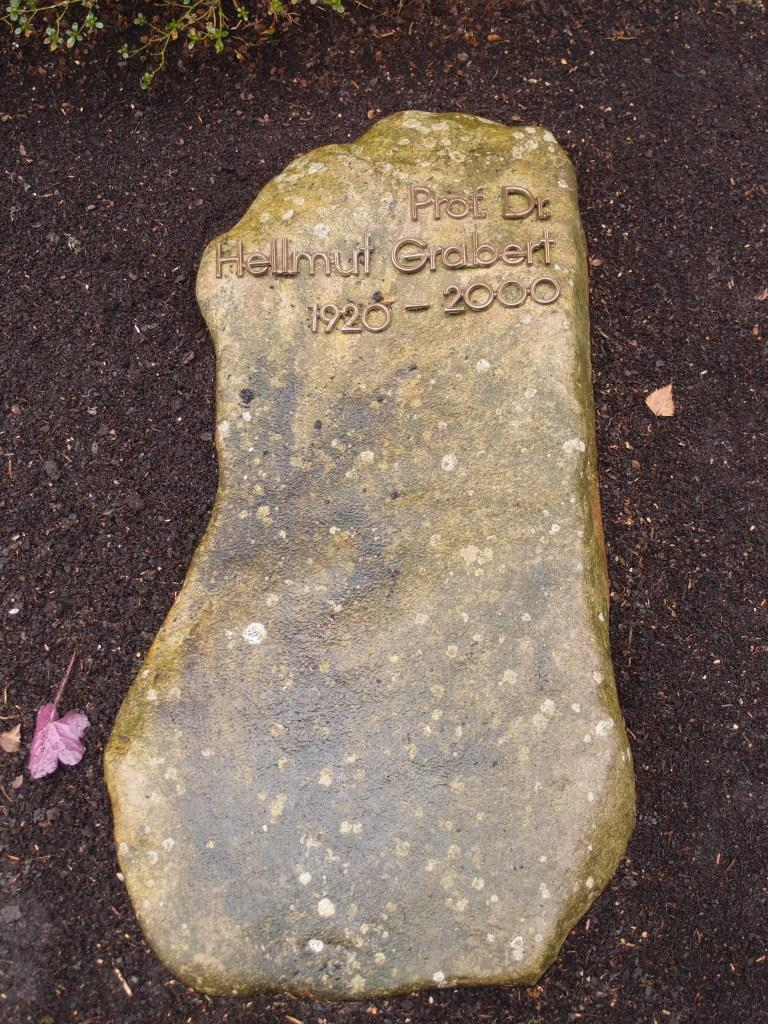
Grab des Geologen Hellmut Grabert (1920–2000) auf dem Hauptfriedhof in Krefeld.

Hellmut Grabert (* 26. April 1920 in Ferch bei Berlin; † 30. Dezember 2000 in Krefeld) war ein deutscher Geologe. Er war Professor für Geologie und Leitender Direktor am Nordrhein-Westfälischen Landesamt für Bodenforschung (Geologisches Landesamt NRW) in Krefeld.
Hellmut Grabert, Sohn von Karoline Grabert, geborene Kammerer, und des Handelsschuldirektors Reinhold Grabert, studierte Geologie in Berlin und Bonn und wurde 1948 in Berlin zum Dr. rer. nat. promoviert (Stratigraphie, Faziesverhältnisse und Tektonik im Altpaläozoikum südlich Wernigerode am Harz).
Neben Regionalgeologie von Nordrhein-Westfalen befasste er sich mit dem Amazonas. Ab 1974 war er Honorarprofessor an der Universität Köln. Bis 1985 hatte er bereits über 120 wissenschaftliche Arbeiten zur Geologie Nordrhein-Westfalens, Brasiliens (insbesondere Amazoniens), Spaniens und zu Lagerstätten der Türkei verfasst.
Er war evangelisch, ab 1951 verheiratet mit der promovierten Gisela Grabert, geborene Schlichting. Aus der Ehe gingen die Kinder Iris und Karsten-Ingo hervor.

## Schriften
- Der Amazonas. Geschichte und Probleme eines Stromgebietes zwischen Pazifik und Atlantik. Springer, 1991.
- Abriß der Geologie von Nordrhein-Westfalen. Schweizerbart, 1998.
- Oberbergisches Land. Zwischen Wupper und Sieg (= Sammlung Geologischer Führer. Band 68.) Borntraeger, 1980.
- Erd- und Landschaftsgeschichte des Oberbergischen (= Veröffentlichungen aus dem Fuhlrott-Museum. Band 2). 1992.
- Aus der Erdgeschichte von Ratingen. Henn, 1966.
- mit Karl Josef Narr und Jakob Germes: Ratingens älteste Geschichte (= Beiträge zur Geschichte Ratingens. Band 5). Henn, 1968.
- mit Bernd Flecke und Dieter Schwede: Jülicher Börde und Braunkohlentagebau. Strukturanalyse eines Raumes im Umbruch. Geographische Verlagsgesellschaft Velhagen u. Klasing u. Schroedel, Berlin 1981.

Von ihm stammen die Geologischen Karten 1:25.000 von Eckenhagen, Waldbröl, Ruppichteroth, Drolshagen, Wiehl und bearbeitete die von Düsseldorf-Essen.